# 岡本伝之助

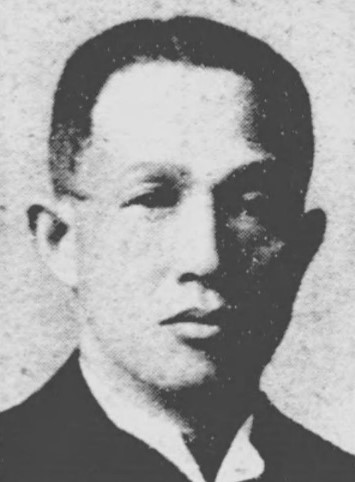
岡本伝之助

岡本 伝之助（岡本 傳之助、おかもと でんのすけ、1896年〈明治29年〉11月17日 - 1982年〈昭和57年〉1月15日）は、日本の政治家、実業家、神奈川県多額納税者。衆議院議員（神奈川県第二区選出）。横須賀名誉市長。さいか屋会長。横須賀商工会議所顧問。

## 経歴
神奈川県出身。岡本傳兵衛の長男。神奈川県立横須賀中学校で学び、中退した。1905年、家督を相続し父業の呉服商を継ぎ、後百貨店さいか屋を設立し、社長となる。
さいか屋、さいか屋商事、相模運輸、神奈川県繊維製品配給統制各社長、小美屋、神中鉄道、興電社各取締役、日本百貨店組合理事、横須賀方面繊維製品小売商業組合理事長、相模運輸監査役、同常務取締役、横須賀商工会議所会頭、同顧問などを務めた。
1941年2月13日、横須賀名誉市長に就任。軍部と協調し、海軍を中心とした施策を推進し、浦賀町・北下浦村・長井町・武山村・大楠町・逗子町の編入を実現した。1942年4月の第21回衆議院議員総選挙で翼賛政治体制協議会の推薦を受け神奈川県第二区から出馬のため同月6日に名誉市長を退任。
衆議院議員に当選後、同年5月6日、再び名誉市長に就任したが、衆議院議員の業務多忙のため、1943年4月17日に名誉市長を退任した。戦後、公職追放となった。1965年、さいか屋会長、1975年、サイカマート会長となった。

## 人物
趣味は読書。宗教は曹洞宗。住所は神奈川県横須賀市深田町。

## 家族・親族
岡本家
- 父・傳兵衛[9]
- 妻・あい（1904年 - ?、神奈川、川邊桃三郎の長女[1]、川邊政一の妹[9]）
- 男・良平[8]（さいか屋社長、1925年 - ）
- 三男・達彬[8]（1935年 - 2010年、さいか屋常務）
- 長女（1924年 - ）[10]
- 四女・顕子[8]（政治家・藤沢市議会議長、1939年 - ）
- 二男、二女、三女[8]

## 著作
- 岡田良平編『岡本伝之助随想録』さいか屋、1984年。